# Langues uru-chipaya

Aire des langues uru-chipaya au Pérou, au Chili et en Bolivie : le chipaya proprement-dit en rouge, l'uru en vert.

Les langues uru-chipaya sont une petite famille de langues amérindiennes d'Amérique du Sud, parlées dans la région du lac Titicaca dans les Andes. Parmi les locuteurs, on trouve les Chipayas ; les Uros pour leur part son passés à l'aymara dans la seconde moitié du XXe siècle.

## Classification
- Le chipaya
- L'uru (en)